# Trichodactylus parvus
Trichodactylus parvus is een krabbensoort uit de familie van de Trichodactylidae. De wetenschappelijke naam van de soort is voor het eerst geldig gepubliceerd in 1912 door Moreira.